# Зёрнов, Дмитрий Владимирович
Дмитрий Владимирович Зёрнов (1907—1971) — советский учёный в области электроники, член-корреспондент АН СССР.

## Биография
Сын В. Д. Зернова. Работал до 1934 г. во Всесоюзном электротехническом Институте. В 1932—1938 гг. преподавал в Московском Институте инженеров транспорта. В 1936—1939 гг. работал в Научно-исследовательском кино-фото институте. С 1939 г. работал в Институте автоматики в телемеханики АН СССР, с 1953 г. — в Институте радиотехники и электроники АН СССР, с 1954 г. — зам. директора.
В начале 1930-х гг. впервые в СССР построил газосветные лампы с парами натрия и исследовал их светоотдачу. Под его руководством разрабатывалась телевизионная система с большим многоячейковым приёмным экраном, для которой им был создан многоконтактный электронно-лучевой коммутатор (авторское свидетельство с приоритетом 21 января 1941 г.). В дальнейшем продолжал работу по совершенствованию и исследованию электронно-лучевых приборов коммутационного типа. Изучал электронную эмиссию тонких диэлектрических слоев под влиянием поля положительного поверхностного заряда, образуемого электронной бомбардировкой.
Умер в 1971 году. Похоронен на Введенском кладбище (8 уч.).